# Henrykowo (powiat kętrzyński)
Henrykowo (niem. Heinrichssorge) – osada w Polsce położona w województwie warmińsko-mazurskim, w powiecie kętrzyńskim, w gminie Kętrzyn. Miejscowość wchodzi w skład sołectwa Wilkowo.
W latach 1975–1998 miejscowość administracyjnie należała do województwa olsztyńskiego.
W roku 2000 w Henrykowie mieszkało około 16 osób.